# Parafreir (Suiza)
Parafreir (Suiza) es una  variedad cultivar de manzano (Malus domestica). Esta manzana es originaria de Galicia, está cultivada en la colección de árboles frutales y banco de germoplasma de Mabegondo con el Nº 9; ejemplares procedentes de esquejes localizados en Lubre (La Coruña).

## Sinónimos
- "Manzana Parafreir".[4][5]

## Características
El manzano de la variedad 'Parafreir (Suiza)' tiene un vigor elevado. Tamaño grande y porte erguido.
Época de inicio de brotación a partir del 8 de abril y de floración a partir de 27 abril.
Las hojas tienen una longitud del limbo de tamaño medio, con la máxima anchura del limbo media. Longitud de las estípulas larga y la máxima anchura de las estípulas es ancha. Denticulación del borde del limbo es biserrado, con la forma del ápice del limbo acuminado y la forma de la base del limbo es obtuso. Con subestípulas presentes.
Sus flores tienen una longitud de los pétalos largo, anchura de los pétalos es ancha, disposición de los pétalos libres entre sí, con una longitud del pedúnculo media.
La variedad de manzana 'Parafreir (Suiza)' tiene un fruto de tamaño grande, de forma globosa-cónica, de color bicolor, con chapa lavada de intensidad media. Epidermis de textura rugosa con pruina en su superficie, y con presencia de cera débil. Sensibilidad al "russeting" (pardeamiento áspero superficial que presentan algunas variedades) es sensible. Con lenticelas de tamaño mediano.
Los sépalos están dispuestos de forma variable, libres en su base; fosa calicina es poco profunda de una anchura media. Pedúnculo de grosor grueso y de longitud corto, siendo la cavidad peduncular de profundidad media y con una anchura media. Con pulpa de color crema, de firmeza es firme y textura intermedia; su jugosidad es intermedia con sabor de ácida, dulzor bajo, y aromática.
Época de maduración y recolección a partir del 17 de septiembre. 'Parafreir (Suiza)' es una manzana dedicada a la producción de sidra.

## Susceptibilidades
- Oidio: ataque medio
- Moteado: no presenta
- Raíces aéreas: ataque medio
- Momificado: no presenta
- Pulgón lanígero: ataque medio
- Pulgón verde: ataque débil
- Araña roja: no presenta
- Chancro: no presenta[3]